# Le Paon se plaignant à Junon
Le Paon se plaignant à Junon est la dix-septième fable du livre II de Jean de La Fontaine situé dans le premier recueil des Fables de La Fontaine, édité pour la première fois en 1668.
L'origine de cette fable est « Le Paon à Junon » de Phèdre.

## Texte de la fable
[Phèdre,]
Le Paon se plaignait à Junon.

" Déesse, disait-il, ce n'est pas sans raison

            Que je me plains, que je murmure : 

            Le chant dont vous m'avez fait don

            Déplaît à toute la nature ; 

Au lieu qu'un Rossignol, chétive créature,

        Forme des sons aussi doux qu'éclatants,

            Est lui seul l'honneur du printemps. "

            Junon répondit en colère :

        " Oiseau jaloux, et qui devrais te taire, 

Est-ce à toi d'envier la voix du Rossignol,  

Toi que l'on voit porter à l'entour de ton col 

Un arc-en-ciel nué de cent sortes de soies ;

            Qui te panades, qui déploies 

Une si riche queue, et qui semble à nos yeux

            La boutique d'un lapidaire ?

            Est-il quelque oiseau sous les cieux

            Plus que toi capable de plaire ? 

Tout animal n'a pas toutes propriétés. 

Nous vous avons donné diverses qualités : 

Les uns ont la grandeur et la force en partage : 

Le Faucon est léger, l'Aigle plein de courage; 

            Le Corbeau sert pour le présage ; 

La Corneille avertit des malheurs à venir ; 

            Tous sont contents de leur ramage. 

Cesse donc de te plaindre, ou bien pour te punir

            Je t'ôterai ton plumage.
— Jean de La Fontaine

## Illustrations

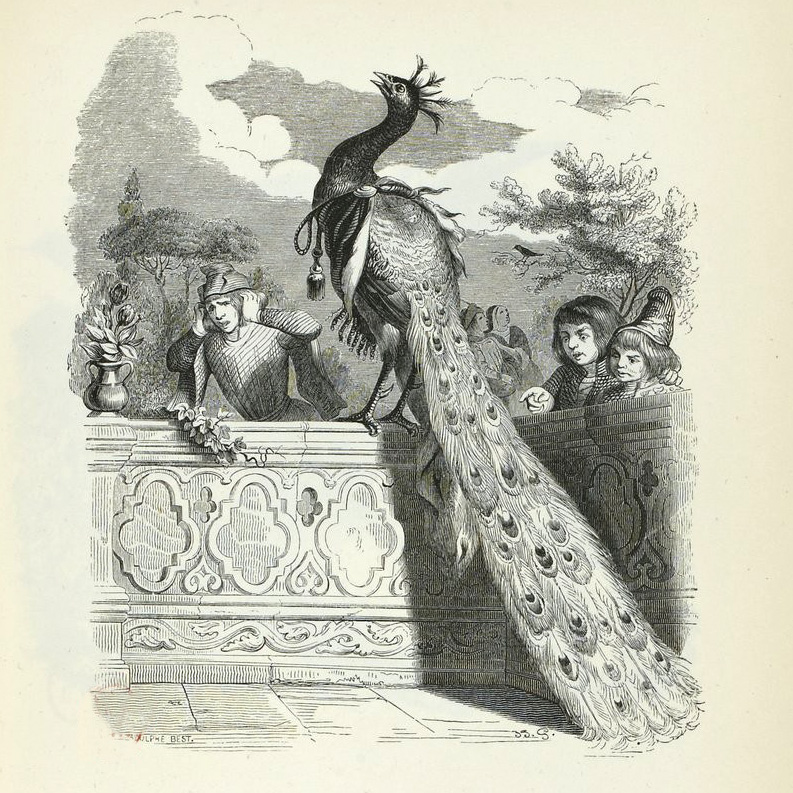
Dessin de Granville (1838-1840).
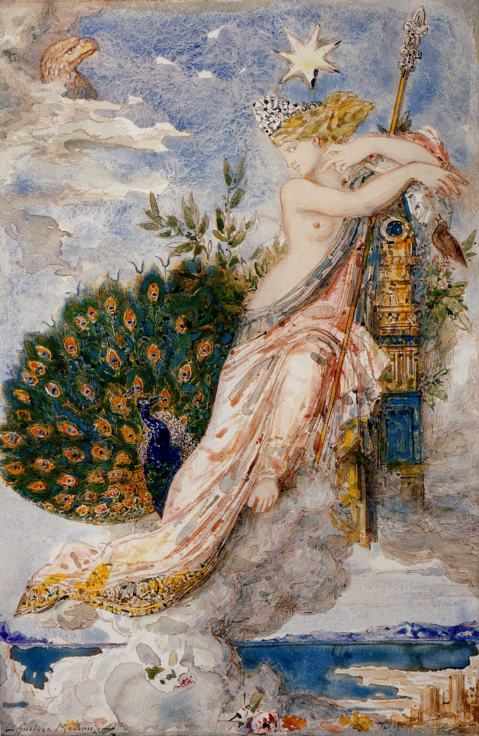
Peinture de Gustave Moreau (1881).
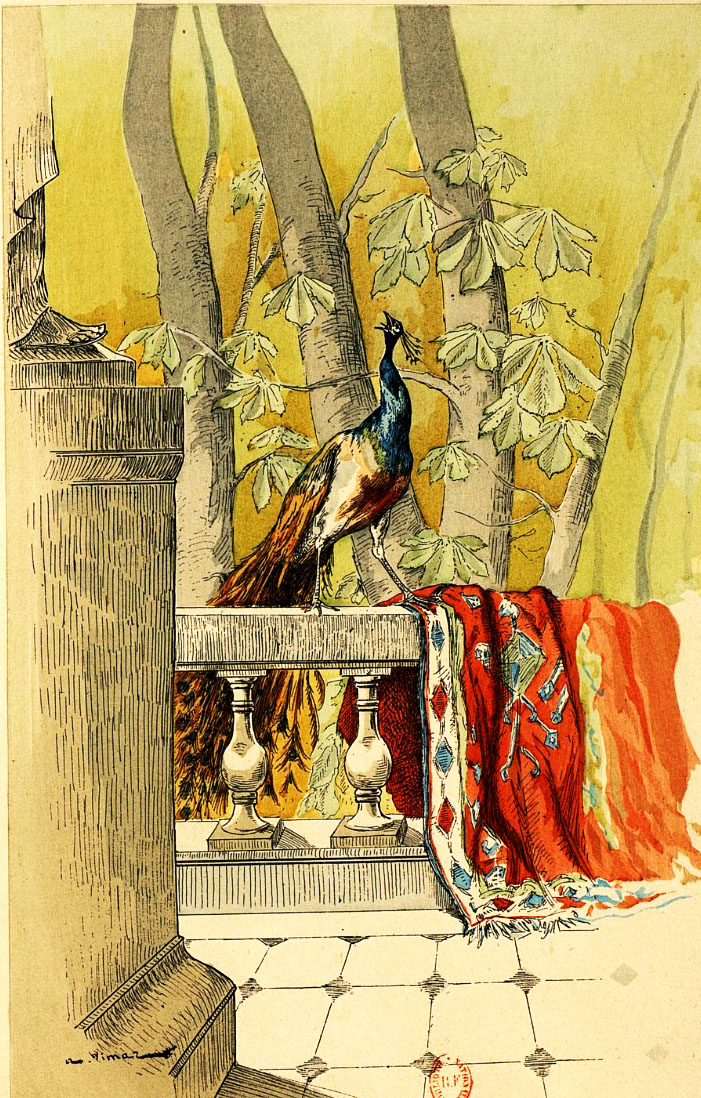
Illustration d'Auguste Vimar (1897).
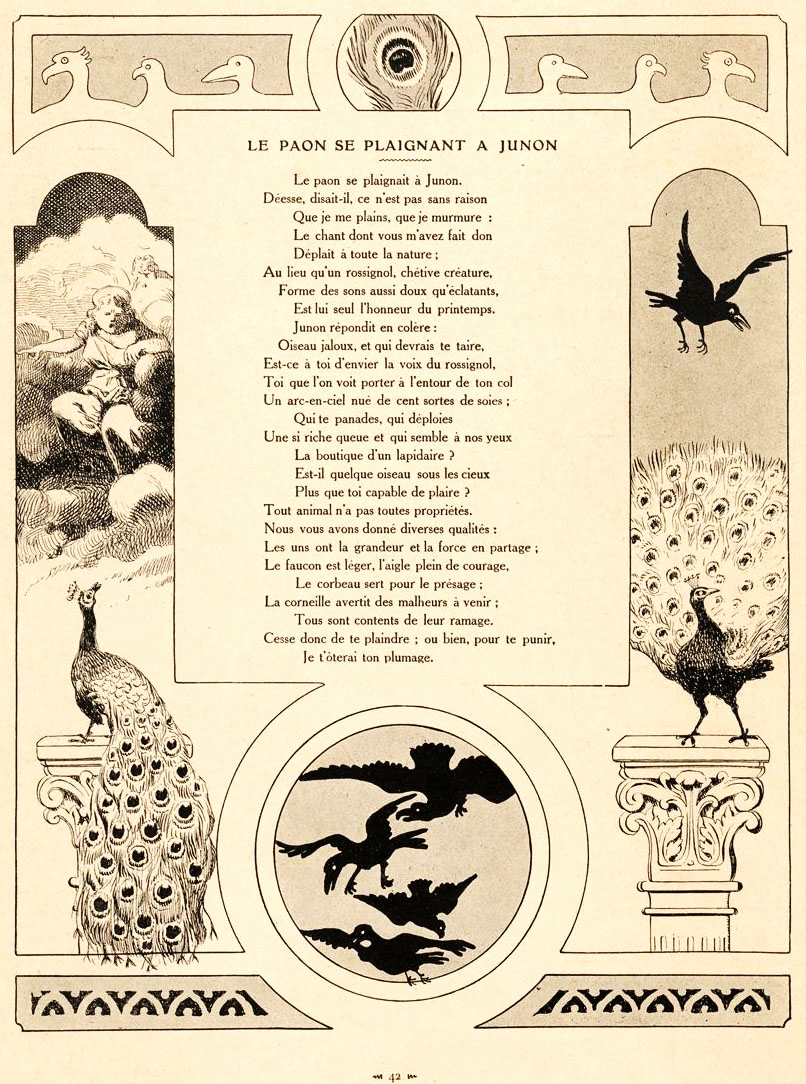
Bande dessinée de Benjamin Rabier (1906).